# Religie rodzime Afryki

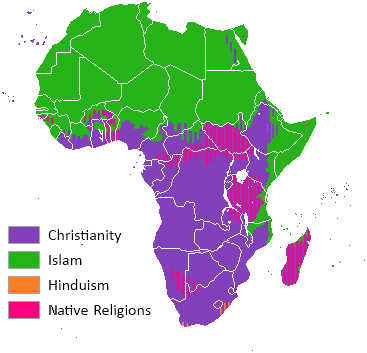
Religie Afryki

Religie rodzime Afryki – pojęcie obejmujące tradycyjne wierzenia i praktyki ludów Czarnej Afryki, które kształtowały się przed kontaktami Afrykanów z religiami przyniesionymi z zewnątrz. Religie te, inaczej niż islam czy chrześcijaństwo, nie stanowią skodyfikowanych zamkniętych systemów, a raczej cechuje je nieustanna zmiana i dostosowywanie do bieżących warunków życia wyznawców. Powszechny jest również synkretyzm, czyli łączenie religii tradycyjnych z islamem lub chrześcijaństwem.
Zróżnicowanie religii rodzimych Afryki jest równie wielkie jak zróżnicowanie etniczne i językowe tego kontynentu, trudno zatem wskazać cechy, które łączyłyby wszystkie tradycyjne religie afrykańskie. Artykuł opisuje zjawiska pojawiające się w religiach afrykańskich stosunkowo często, ale bynajmniej nie zawsze i wszędzie. Równie trudno jest oszacować liczbę wyznawców tych religii, bowiem wielu Afrykanów deklaruje jako wyznanie islam bądź chrześcijaństwo, jednocześnie kontynuując wiele tradycyjnych praktyk.

## Problemy w postrzeganiu religii afrykańskich
Religie Afryki często padały ofiarą europejskich uprzedzeń i uproszczeń, nierzadko inspirowanych rasizmem. Pierwsi misjonarze byli wręcz skłonni postrzegać religijne praktyki Afrykanów jako obrzędy szatańskie. Również badacze etnolodzy przyczynili się do upowszechnienia pewnych stereotypów. Często zgodnie z XIX-wieczną doktryną ewolucjonizmu określali oni religie Afryki jako „prymitywne” bądź „archaiczne”, a zatem niejako gorsze od rozwiniętych religii jak islam czy chrześcijaństwo. Równie często popełniali oni błąd pars pro toto, biorąc coś co jest tylko jednym z elementów religii (jak np. kult przodków, magia związana z maskami i figurkami) za jej główną cechę swoistą.

## Mity
Mity wyjaśniają pochodzenie takich zjawisk jak świat, śmierć, ciała niebieskie, ludzie, zwierzęta, istoty boskie. Mity często opisują też pochodzenie danej grupy etnicznej. Z mitów nierzadko wynikają zasady postępowania np. Masajowie wierzą, że bóg Ngai dał im w posiadanie całe bydło świata i mogą je bezkarnie kraść innym ludom.

## Istoty boskie

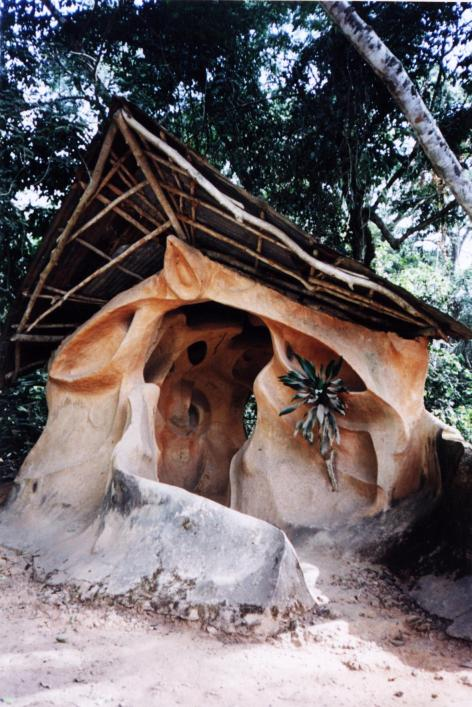
Świątynia Jorubów

Wiele ludów wierzy w istnienie Boga Najwyższego, niemającego określonego kształtu i płci. Jest on stwórcą wszechświata, zsyła deszcze i pioruny, ale nie ingeruje bezpośrednio w sprawy ludzi. Ludzie nie zwracają się do niego bezpośrednio, a przez inne, pomniejsze bóstwa. Między Bogiem a ludźmi istnieje wielka liczba istot boskich. U Jorubów Obatala jest władcą ziemi, Oduduwa jest władczynią nieba a ich potomstwo zwane orisza ma rozmaite „kompetencje” w sprawach ludzkich. U ludu Ewe bóstwa trowo utożsamia się ze skałami, drzewami i źródłami. Organizacja świata pomniejszych bóstw przypomina organizację świata ludzi.

## Kult i obrzędy
Czynności religijne wykonuje się w ściśle określonym miejscu np. w świętym gaju lub sanktuarium, bądź w wybranej do tego grocie czy gdziekolwiek pod gołym niebem. Świątynie służą nie do gromadzenia się, ale do przechowywanie przedmiotów kultowych jak bębny, maski, ołtarz ofiarny. Personel religijny stanowią kapłani, którzy reprezentują zbiorowość w kontakcie ze światem bóstw, wróżbici, znachorzy i łowcy czarowników. Niekiedy osobami uświęconymi bywają również wódz i kowal. Kult przyjmuje formę: śpiewu, tańca, skandowania modlitw, składania ofiar krwawych  lub bezkrwawych. Rytuały odprawia się zwykle w grupie, indywidualny kult jest rzadszy.
Niektóre grupy etniczne mają ściśle określone kalendarze religijne, u innych obrzędy odprawia się przy ważnych okazjach takich jak zbiory, wyjście na polowanie, inicjacja młodych. Inną okazją do odprawienia obrzędu jest opętanie członka społeczności przez ducha jak w wypadku kultu zar w Rogu Afryki.

## Śmierć i życie pozagrobowe
Człowiek składa się, według wizji Afrykanów, z szeregu elementów. Niektóre z nich giną wraz z jego śmiercią, inne trwają w jego potomnych bądź przenoszą się do innej rzeczywistości. Człowiek, który prowadził życie uważane za dobre, spłodził potomstwo i został pogrzebany z odpowiednimi obrzędami, jest godzien stać się przodkiem. Przodkowie uczestniczą w życiu społeczności i strzegą przestrzegania zwyczajów. Społeczność składa im ofiary, w zamian za co przodkowie pośredniczą w kontakcie z bóstwami.

## Magia i tajne stowarzyszenia
Wiara w magię jest powszechna w religiach afrykańskich. Magia może mieć skutki dobroczynne np. sprowadzać deszcz, ale też może zaszkodzić (np. sprowadzać pioruny bądź chorobę). Zauważa się, że wiara w „złą” magię przybiera na sile, gdy w społeczności wzrastają napięcia i konflikty. Przed szkodliwym urokiem można się chronić m.in. za pomocą amuletów. Ludzie chcący dysponować siłami magicznymi łączą się niekiedy w tajne stowarzyszenia. Przyjęciu do stowarzyszenia towarzyszą rozbudowane obrzędy inicjacyjne.